# Pauline Jannault
Pauline Jannault, coniugata Lo (Ermont, 13 gennaio 1987), è un'ex cestista francese.

## Carriera
Con la Francia ha disputato i Campionati mondiali del 2010.